# イグナシオ・ビダル・ミラージェス
イグナシオ・"ナチョ"・ビダル・ミラージェス（Ignacio "Nacho" Vidal Miralles、1995年1月24日 - ）は、スペイン・バレンシア州エル・カンページョ出身のサッカー選手。レアル・オビエド所属。ポジションはディフェンダー。

## クラブ経歴

### バレンシア
バレンシア州エル・カンページョに生まれ、2009年にエルクレスCFからバレンシアCFのカンテラに移った。2014年3月24日、セグンダ・ディビシオンBのレバンテBとのリーグ戦 (0-2) でリザーブチームデビューを飾った。
2017年1月4日、RCDエスパニョールBとの一戦でリザーブチームでの初ゴールを挙げた。同年5月4日、クラブとの契約を2020年まで延長した。
2017年8月18日、ラ・リーガでのUDラス・パルマス戦に出場し、バレンシアのトップチームデビューを果たした。同年9月24日、レアル・ソシエダとの試合ではトップチーム初ゴールを記録した。

### オサスナ
2018年7月13日、セグンダ・ディビシオンのCAオサスナと4年契約を交わした。また、バレンシアはビダルの保有権を50%持つ。この2018-19シーズン、リーグ戦38試合に出場し、5アシストを記録。チームのプリメーラ昇格に貢献した。
2024年1月26日、RCDマジョルカにシーズン終了までのレンタルで移籍した。

### オビエド
2025年、レアル・オビエドに2年半契約で移籍した。

## タイトル
オサスナ
- セグンダ・ディビシオン : 1回 (2018-19)[9]